# Les Keufs
Les Keufs è un film del 1987 diretto da Josiane Balasko.